# رونو
رونو شهری در شهرستان سابسه در استان بام در بورکینافاسوی شمالی است و جمعیت آن ۵۰۱ نفر است.